# العبودية في إمارات الساحل المتصالح
كانت العبودية موجودة في إمارات الساحل المتصالح (1892–1971)، والتي شكلت فيما بعد الإمارات العربية المتحدة. تتألف إمارات الساحل المتصالح من المشيخات دبي، أبوظبي، الشارقة، عجمان، وأم القيوين، والفجيرة، ورأس الخيمة.زودت المنطقة بشكل أساسي بالعبيد من تجارة العبيد في المحيط الهندي، ولكن أيضًا هرب البشر إلى المنطقة من الحجاز وعمان وبلاد فارس. استخدم العبيد في صناعة صيد اللؤلؤ الشهيرة ولاحقًا في صناعة النفط، بالإضافة إلى عبيد الجنس وخدم المنازل.
العام الذي ألغت فيه إمارات الساحل المتصالح العبودية رسميًا غير واضح. ويقول البعض إن العبودية حظرت رسميًا في عام 1963، عندما وقع حكام الساحل المتصالح اتفاقية تقضي بإلغاء العبودية. ويقول آخرون إن ذلك كان في عام 1971، عندما انضمت إمارات الساحل المتصالح إلى الأمم المتحدة باعتبارها الإمارات العربية المتحدة وقبلت اتفاقيات الأمم المتحدة لمكافحة العبودية. ومع ذلك، ظلت التشريعات المتعلقة بالعبودية غير واضحة لأن مرسوم عام 1963 لم يصدر فعليًا، ولم يكن قانون الأمم المتحدة لعام 1971 ملزمًا. نجح استعباد الأشخاص من أفريقيا وشرق آسيا من خلال نظام الكفالة الحديث للعمال الفقراء من نفس المنطقة حيث استرد العبيد سابقًا.

## التاريخ
كانت العبودية وتجارة العبيد موضع اهتمام بين بريطانيا ودول الخليج منذ إلغاء العبودية في بريطانيا عام 1833. وفي حين أن إلغاء العبودية البريطاني لم يطبق أبدًا في إمارات الساحل المتصالح لأنها لم تكن مستعمرات أبدًا، إلا أن الأسطول البريطاني عارض ذلك، ومنعت سفن العبيد القادمة من زنجبار من الوصول إلى وجهتها في الخليج. وقع البريطانيون وحكام الساحل المتصالح معاهدات ضد تجارة العبيد في أعوام 1839 و1847 و1856، لكن المعاهدات لم تحترم في دول الخليج وأشارت التقارير البريطانية إلى أن دبي كانت طريقًا كبيرًا لتهريب العبيد إلى المملكة العربية السعودية.
في تسعينيات القرن التاسع عشر، سيطرت الإمبراطورية البريطانية على المنطقة. وأنشأوا إمارات الساحل المتصالح عام 1892. وتمت إدارة السلطة البريطانية على هذه الولايات عبر مكتب الهند وسياستها الخارجية واتصالها بالعالم الخارجي من خلال وزارة الخارجية وشؤون الكومنولث والتنمية (المملكة المتحدة). إلا أن البريطانيين لم يتدخلوا في السياسة الداخلية للإمارات المتصالحة، بل اكتفوا بحفظ السلام مع أصحاب السلطة الأصليين، وحماية المواطنين البريطانيين، وإدارة الاتصالات بين إمارات الساحل المتصالح والمجتمع الدولي، حيث أكدوا أن أطاعت إمارات الساحل المتصالح نفس المعاهدات الدولية التي وقعها البريطانيون أنفسهم. واجه البريطانيون تجارة العبيد الكبيرة في المنطقة ذات الجذور التاريخية القديمة.

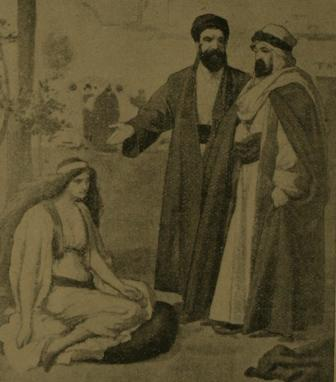
سوق العبيد 1907

### تجارة العبيد

#### المحيط الهندي
خلال الإمبراطورية العمانية (1692-1856)، كانت عمان مركزًا لتجارة العبيد في زنجبار. هرب العبيد من الساحل السواحلي لشرق أفريقيا عبر زنجبار إلى عمان. ومن عمان، صدر العبيد إلى بقية شبه الجزيرة العربية وبلاد فارس، بما في ذلك إمارات الساحل المتصالح وقطر والبحرين والكويت. بدأت تجارة العبيد العمانية من أفريقيا في الانكماش في أواخر القرن التاسع عشر، ولكن استمرت تجارة العبيد الثانية من أفريقيا عبر الحجاز. تظهر السجلات التاريخية أن معظم العبيد العاملين في صناعة اللؤلؤ في الخليج العربي شحنوا إما من ساحل شرق إفريقيا السويحلي أو من القرن الأفريقي.

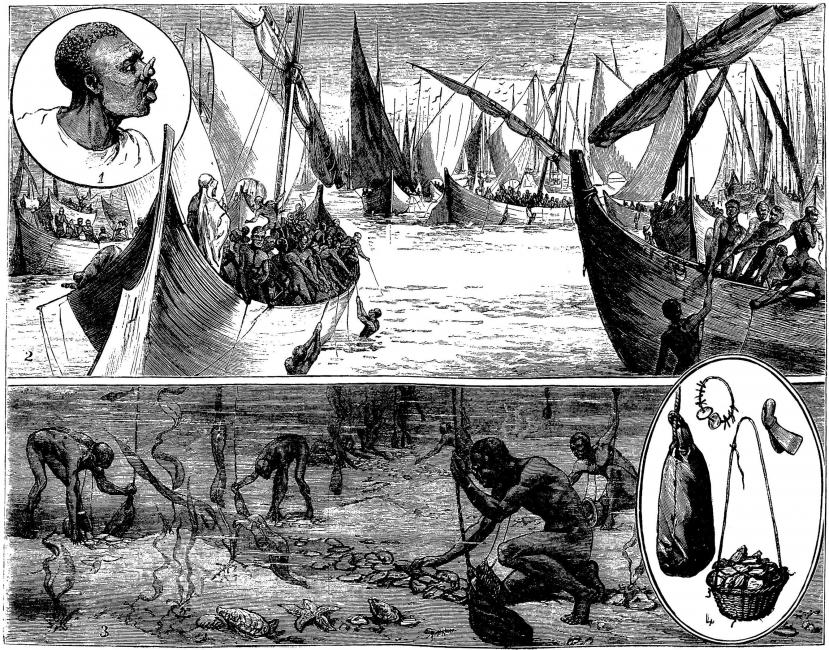
مصايد اللؤلؤ في الخليج العربي - الرسم 1881. في ذلك الوقت، كانت صناعة اللؤلؤ تهيمن عليها عمالة العبيد الأفارقة.

#### الحج
يوجد طريق ثانٍ لتجارة العبيد، مع أشخاص من كل من أفريقيا وشرق آسيا، الذين هربوا إلى جدة في شبه الجزيرة العربية فيما يتعلق بـ الحج الإسلامي، إلى مكة والمدينة المنورة. استرد هؤلاء العبيد من الحجاز إلى عمان وإمارات الساحل المتصالح وقطر والبحرين والكويت. خاع الضحايا للقيام بالرحلة طواعية معتقدين أنهم ذاهبون لأداء فريضة الحج أو يعملون كخدم ثم يتم بيعهم عند وصولهم. كما استخدم طريقة الاختطاف.

#### الهند
في عام 1927، كشفت محاكمة عن وجود منظمة لتجارة العبيد هرب من خلالها الأطفال الهنود من كلا الجنسين إلى عمان ودبي عبر بلاد فارس وجوادار.

#### بلوشستان
في أربعينيات القرن العشرين، تمت ملاحظة طريق ثالث لتجارة العبيد، حيث شحن البلوش من بلوشستان عبر الخليج العربي، حيث باعوا العديد منهم أنفسهم أو أطفالهم هربًا من الفقر.

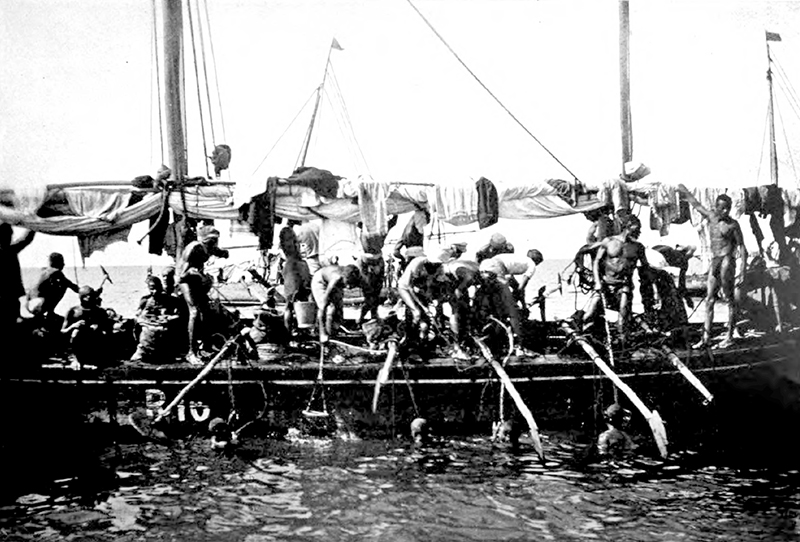
غواصو اللؤلؤ في الخليج الفارسي. في ذلك الوقت، كانت صناعة اللؤلؤ تهيمن عليها عمالة العبيد.

#### أفريقيا
كانت الغالبية العظمى من العبيد من أصل أفريقي، ولكن كانت هناك أيضًا أقلية من آسيا وأوروبا. من بين 283 جارية تقدمن بطلب إعتاقهن من أصحابهن العرب لدى الوكالة البريطانية في الشارقة، كانت 151 أفريقية (25 من شرق أفريقيا، 8 من السودان، 2 من الصومال، و126 ولدوا في شبه الجزيرة العربية لأبوين من العبيد الأفارقة). ومن بين العدد المتبقي، كان 46 من بلوشستان، وجميعهم قبض عليهم والاتجار بهم أثناء حياتهم ولم يولدوا في العبودية.

### الوظيفة والشروط
إعطى العبيد اسمًا جديدًا عند وصولهم. وكانت أسماء الرجال ترمز إلى الثراء والقوة، وأعطيت النساء أسماء نابضة بالحياة تعكس الأنوثة. لقد اندمجوا تدريجيًا في الثقافة المحلية، ونسوا ماضيهم تدريجيًا؛ العبيد المحررين عادة بحكم الثقافة بقوا في المنزل أو في محسوبية أصحابهم السابقين.

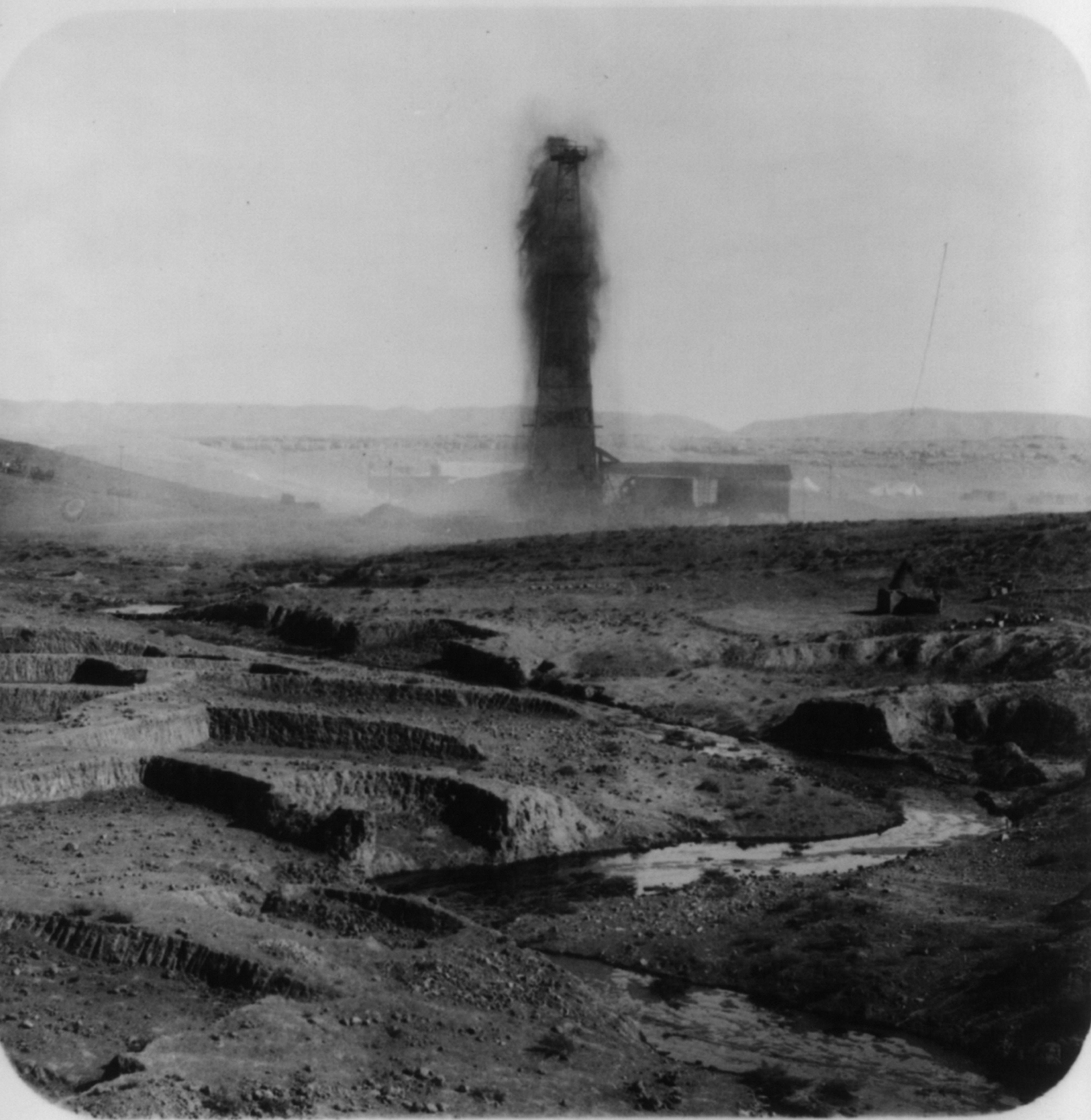
حقل النفط عام 1932. طلبت وزارة الخارجية البريطانية من شركة النفط العراقية عدم استخدام السخرة في الخليج دون جدوى.

استخدم العبيد الذكور في عدد من المهام: كجنود، وغواصي اللؤلؤ، وعمال المزارع، وعمال المحاصيل النقدية، والبحارة البحرية، وعمال الموانئ، والحمالين، وعمال قنوات الري، والصيادين، وخادمات المنازل، بينما عملت النساء كخادمات في المنازل أو محظيات.
غالبًا ما استخدم العبيد في الخدمات الجنسية كمحظيات لفترة من الوقت، ثم يتم بيعهم أو تزويجهم من العبيد الآخرين؛ كان أصحاب العبيد يرتبون الزواج والطلاق لعبيدهم، ويصبح نسل العبيد عبيدًا بدورهم. كان من الشائع لمالكي العبيد المطالبة بخدمات جنسية من العبيد المتزوجات عندما يكون زوج العبيد بعيدًا لفترات طويلة من الزمن، للبحث عن اللؤلؤ أو الأسماك أو أعمال مماثلة، وكان الاعتداء الجنسي سببًا شائعًا عندما تقدمت العبيد بطلب العتق. لدى الوكالة البريطانية. كان من الشائع أن يستخدم الرجال العرب الخدمات الجنسية للنساء الأفريقيات المستعبدات، ولكن العبد الأفريقي الذكر الذي أقام علاقات جنسية مع امرأة عربية محلية "ذات دم نقي" سيتم إعدامه للحفاظ على الشرف القبلي والمكانة الاجتماعية، بغض النظر عما إذا كان الزوجان قد تزوجا أم لا. متزوج أم لا.

#### العبيد الذكور
استخدم العبيد كخادمات في المنازل وكمحظيات (عبيد جنس)، بينما استخدم العبيد الذكور في المقام الأول في صناعة اللؤلؤ كغواصي اللؤلؤ. في الخمسينيات من القرن الماضي، كانت نسبة عالية من عمال النفط في أبو ظبي من العبيد.
في القرنين السابع عشر والثامن عشر، لاحظ المسافرون الأوروبيون كثيرًا وجود جنود عبيد أفارقة وخصيان أفارقة في البلاط الملكي.
في القرن التاسع عشر، شهدت تجارة العبيد أكبر ذروة لها منذ القرن التاسع قبل ألف عام، وذلك بسبب النمو الكبير لصناعة اللؤلؤ في التجارة العالمية الدولية، والتي اعتمدت بشكل كبير على عمالة العبيد الأفارقة.
حث البريطانيون إمارات الساحل المتصالح على عدم استخدام عمالة العبيد في الصناعات النفطية، لكن حكام الساحل المتصالح أجابوا بأنه سيكون من الصعب العثور على عمالة في صناعة النفط ما لم استخدم عمالة العبيد، كما واجه البريطانيون صعوبة في السيطرة على ما إذا كان العمال في كان أصحاب صناعة النفط عبيدًا أو عمالًا أحرارًا.
طلبت وزارة الخارجية البريطانية مراراً وتكراراً ومن دون جدوى من شركة نفط العراق عدم توظيف العبيد، لكنها قوبلت بالرد بأن مسؤولية توفير العمال تقع على عاتق الشيوخ.

### العبيد الإناث
استخدم العبيد في المقام الأول إما كخادمات في المنازل أو كمحظيات (عبيد جنس). اعتبرت المحظيات الجنسية لرجال المناطق الحضرية الأثرياء الذين أنجبوا ابنًا لعبدهم الأكثر امتيازًا، حيث أصبحوا أم ولد وأصبحوا أحرارًا بعد وفاة عبدهم؛ عاشت محظية البدو نفس الحياة التي عاشها بقية أفراد القبيلة ونساء الأسرة. عاشت العبيد المنزليات حياة صعبة وكان التكاثر بين العبيد منخفضًا؛ ولوحظ أن معدل وفيات الرضع مرتفع بين العبيد، وأن العبيد غالبًا ما يتعرضن للاغتصاب في طفولتهن ونادرا ما يعشن في الأربعينيات من أعمارهن، وأن أصحاب العبيد الفقراء غالبًا ما يمارسون الدعارة.
استخدم النساء الأفريقيات السود في المقام الأول كعبيد في المنازل بدلاً من الخدمات الجنسية حصريًا، في حين فضلت النساء القوقازيات البيض (عادةً الشركسيات أو الجورجيات) كمحظيات (عبيد جنس)، وعندما كان طريق العبيد الرئيسي للفتيات البيض عبر البحر الأسود قلصت تجارة العبيد وتجارة العبيد في خانات كازاخستان بعد غزو روسيا للقوقاز وآسيا الوسطى في منتصف القرن التاسع عشر، وأصبحت النساء البلوشيات والإثيوبيات "الحمراء" (أورومو وسيدامو) الأهداف المفضلة للعبودية الجنسية. بيع العبيد غير الأفريقيات في الخليج العربي للزواج. وكان هؤلاء أقل عدداً وغالباً من الأرمن أو الجورجيين أو من بلوشستان والهند.
في عام 1943، ذُكر أنه شحنت الفتيات البلوش عبرعمان وإمارات الساحل المتصالح إلى مكة، حيث اشتهرن كمحظيات، حيث لم تعد الفتيات القوقازيات (الشركسيات الإيانيات) متاحات، وبيعت مقابل 350-450 دولارًا.
حددت لجنة العبودية المؤقتة (TSC) التابعة لـ عصبة الأمم في عام 1925 بشكل خاص أن المحظيات لهن أيضًا الحق في الحرية، لكن البريطانيين كانوا مترددين بشكل خاص في تطبيق تشريعات مكافحة العبودية عندما يتعلق الأمر بمحظيات الحريم في نظرًا لأن المسلمين لم يفعلوا ما يثير الغضب من خلال التدخل في مثل هذه القضايا الداخلية الحساسة، وكثيرًا ما تجنبوا معالجة مسألة تحرير المحظيات من خلال تعريف المحظيات على أنهن زوجات، وبالتالي ليس في الواقع عبيدًا.
كان عدد الإماء في الخليج مرتفعًا أو أعلى من عدد العبيد الذكور، لكن عدد الإماء اللاتي تقدمن بطلبات العتق في الوكالات البريطانية في الخليج كان أقل بكثير (280 فقط من 950 حالة موثقة في عام 1921- 1946)، على الأرجح لأنه في المجتمع الإسلامي في الخليج، استبعدت النساء من العمل المأجور والحياة العامة، وكان من المستحيل على المرأة الحرة أن تعيش بدون حامي ذكر. كما قدموا الإماء كهدايا بين الحكام: في نوفمبر 1948، على سبيل المثال، أهدى حاكم دبي عددًا من الإماء إلى الملك ابن سعود وأبنائه مقابل سيارة و10000 ريال.

## النشاط ضد تجارة العبيد

### 1892-1950
اضطرت الإمبراطورية البريطانية، بعد أن وقعت على اتفاقية العبودية لعام 1926، إلى محاربة العبودية وتجارة العبيد في جميع الأراضي الخاضعة للسيطرة المباشرة أو غير المباشرة للإمبراطورية البريطانية. وبما أن إمارات الساحل المتصالح كانت رسميًا تحت السيطرة البريطانية، كان من المتوقع أن يفرض البريطانيون هذه السياسة في المنطقة. رسميًا، أعلن البريطانيون أنهم فعلوا ذلك بالضبط، لكن في الواقع، تسامح البريطانيون مع العبودية وتجارة العبيد في إمارات الساحل المتصالح.
وكما كان الحال مع بقية دول الخليج، اعتبر البريطانيون أن سيطرتهم على المنطقة غير كافية لفعل شيء حيال العبودية وتجارة العبيد. أبلغ مكتب الهند البريطاني السلطات البريطانية بأن أي محاولات لفرض أي معاهدة لمكافحة العبودية في المنطقة يمكن أن تسبب اضطرابات اقتصادية وسياسية، لأن العبودية "متجذرة بعمق في التاريخ الديني والسياسي". لذلك كانت السياسة البريطانية هي طمأنة عصبة الأمم بأن المنطقة تتبع نفس معاهدات مكافحة العبودية التي وقعها البريطانيون، ولكن في الوقت نفسه منع أي مراقبة دولية للمنطقة، الأمر الذي من شأنه أن يدحض هذه الادعاءات.
أفاد مكتب الهند البريطاني، المسؤول أيضًا عن منطقة الخليج، رسميًا أن العملاء البريطانيين أبرموا معاهدات لمكافحة العبودية مع الحكام الأصليين لجميع إمارات الساحل المتصالح ومسقط والبحرين، باستثناء الكويت.
أحرق البريطانيون علنًا مركبًا شراعيًا للعبيد في دبي كتحذير في عام 1928، وأعرب الشيوخ، وخاصة شيخ قطر، عن رغبتهم في تنفيذ التزامات المعاهدة الرسمية؛ لكن في الواقع، كان هذا مستحيلًا، وأفاد البريطانيون أن سلطات السكان الأصليين كانت "متعصبة، ومتخلفة، ومتشككة بشدة في أي تدخل أوروبي، والذي يعتبرونه تهديدًا لحرياتهم".
في كل من عامي 1932 و1935، رفضت السلطات الاستعمارية البريطانية التدخل في عبودية إمارات الساحل المتصالح وقطر والبحرين والكويت، لأنها كانت تخشى أن تفقد السيطرة على المنطقة إذا حاولت فرض سياسة ضد العبودية. ولذلك منعوا أي مراقبة دولية للمنطقة مما قد يجبرهم على التحرك.
وفي أواخر عام 1935، أكدت السلطات البريطانية لعصبة الأمم أن إمارات الساحل المتصالح وقطر والبحرين والكويت قد حظرت جميع تجارة العبيد في المنطقة في معاهدات مع البريطانيين، بينما رفض البريطانيون في الوقت نفسه أي عمليات تفتيش دولية. في المنطقة، كان من الممكن أن يكشف عن أن تجارة العبيد الكبيرة كانت مستمرة في الواقع، خاصة في صناعة صيد اللؤلؤ، حيث كان العبيد يعاملون بقسوة بشكل خاص.
في عام 1936، اعترف البريطانيون أخيرًا لعصبة الأمم بأنه لا تزال هناك عبودية وتجارة عبيد مستمرة في إمارات الساحل المتصالح وعمان وقطر، لكنهم ادعوا أنها محدودة، وأن جميع العبيد الذين طلبوا اللجوء في مكتب الوكلاء البريطانيين في الشارقة منحوا العتاق. في الواقع، كانت التقارير البريطانية تقلل عمدا من حجم تجارة العبيد الفعلية الكبيرة الجارية في المنطقة. في أربعينيات القرن العشرين، كانت هناك عدة اقتراحات قدمها البريطانيون لمكافحة تجارة العبيد والعبودية في المنطقة، ولكن لم يتم اعتبار أي منها قابلاً للتنفيذ.

### 1950-1970
بعد الحرب العالمية الثانية، كان هناك ضغوط دولية متزايدة من الأمم المتحدة لإنهاء تجارة العبيد. بعد استقلال الهند عام 1947، حصلت وزارة الخارجية البريطانية على سيطرة مباشرة على إمارات الساحل المتصالح، واعتبرت نفسها لأول مرة أنها تتمتع بالسيطرة الكافية لتطبيق قوانين مكافحة العبودية وتجارة العبيد، خاصة مع وجود دولي أكبر في دول الخليج. جذبت المزيد من الاهتمام للعبودية، وإدانة دولية أقوى ضدها.
وفي عام 1948، أعلنت الأمم المتحدة أن العبودية جريمة ضد الإنسانية في الإعلان العالمي لحقوق الإنسان، وبعد ذلك أشارت جمعية مناهضة العبودية إلى وجود نحو مليون عبد في شبه الجزيرة العربية، وهي جريمة ضد 1926. اتفاقية العبودية، وطالبت الأمم المتحدة بتشكيل لجنة للتعامل مع هذه القضية.
في عام 1951، أسس البريطانيون قوات ساحل عمان المتصالح أو كشافة عمان المتصالحة في الشارقة لمحاربة تجارة العبيد.
عندما إلغيت العبودية في قطر عام 1952، طلب البريطانيون من مجلس المتصالح لحكام المتصالح أن يحذوا حذوهم في إلغاء العبودية، لكنهم رفضوا، قائلين إن العبودية مشروعة في الإسلام، وأنهم يفتقرون إلى الأموال اللازمة لدفع تعويضات لأصحاب العبيد.
اختلفت اتفاقية العبودية التكميلية لعام 1956 بين "الأراضي غير المتمتعة بالحكم الذاتي" و"المناطق الأخرى غير الحضرية" مثل دول الخليج العربي، وذكر البريطانيون أن الاتفاقية لا تنطبق على إمارات الساحل المتصالح، لكنها شجعت حكام الساحل المتصالح. إلغاء الرق وتطبيق الاتفاقية طوعاً.
وفي عام 1957، ضغط البريطانيون على حكام الخليج لقبول اتفاقية العبودية التكميلية لعام 1956 وفقًا للتطبيق الاستعماري؛ وقد قبلت الكويت وقطر والبحرين هذا الأمر، لكن حكام الساحل المتصالح ذكروا أن مثل هذا القانون لا يمكن تطبيقه. وعندما قبل حكام الساحل المتصالح اتفاقية العبودية التكميلية لعام 1956، لم يتبعوها بإصدار المراسيم اللازمة، واعتبر البريطانيون أن القضية حساسة للغاية بحيث لا يمكن الضغط عليهم للقيام بذلك.
في عام 1958، حث الوكيل السياسي البريطاني في دبي جون بيتر تريب حكام الساحل المتصالح على إصدار مرسوم يمنع العبودية ويفي بالتزامات اتفاقية العبودية التكميلية لعام 1956. ادعى حكام الساحل المتصالح أن العبودية قد انتهت بالفعل، لكنهم سيصدرون مثل هذا المرسوم إذا رغبت الحكومة البريطانية في ذلك. في عام 1963، أفاد المقيم السياسي البريطاني السير ويليام لوس أن حكام الساحل المتصالح قد وقعوا أخيرًا اتفاقية لإصدار مرسوم يتبع اتفاقية العبودية التكميلية لعام 1956؛ زعموا أنهم أصدروا بالفعل مثل هذا المرسوم، لكن البريطانيين لم يتمكنوا من العثور على أي دليل يؤكد صدور مثل هذا المرسوم على الإطلاق.

### بعد الاستقلال دولة الإمارات العربية المتحدة
في 2 ديسمبر 1971، أصبحت إمارات الساحل المتصالح مستقلة تحت الاسم الجديد الإمارات العربية المتحدة وقبلت كعضو في الأمم المتحدة. وعلى هذا النحو، فقد قبلوا أيضًا الإعلان العالمي لحقوق الإنسان الذي يحظر العبودية، ولكن هذا لا يحمل أي التزامات باتباع الإعلان، وكان هناك عدم وضوح بشأن ما إذا كانت العبودية محظورة قانونًا بالفعل في الإمارات.
العديد من أعضاء الأقلية العربية الأفريقية هم من نسل العبيد السابقين. منح العبيد السابقين الجنسية في عام 1971، وتكشف الدراسات الجينية أن سكان مناطق معينة من الخليج الفارسي لديهم أهمية مماثلة للأنماط الفردية في غرب أفريقيا.

### العبودية الحديثة
في دولة الإمارات العربية المتحدة، أصبح العمل الذي كان يؤديه العبيد سابقًا يؤديه الآن العمال المهاجرين الفقراء الذين يعملون في ظل نظام الكفالة. غالبًا ما كان عمال الكفالة يأتون من أفريقيا وآسيا، تمامًا مثل غالبية العبيد السابقين.
شكل آخر من أشكال العبودية الحديثة جاء في شكل الاتجار بالبشر من أجل الاستغلال الجنسي.
عندما انهار الاتحاد السوفييتي تفكك الاتحاد السوفيتي، أصبحت آلاف النساء من أوروبا الشرقية عاهرات في الصين وأوروبا الغربية وإسرائيل وتركيا كل عام. هناك عشرات الآلاف من النساء من أوروبا الشرقية وآسيا يعملن كعاهرات في دبي. يشكل الرجال من المملكة العربية السعودية والإمارات العربية المتحدة نسبة كبيرة من العملاء. استبدلت محظيات العبيد السابقات، اللاتي كن غالبًا من النساء البيض من أوروبا الشرقية، بضحايا الاتجار بالبشر، غالبًا من أوروبا الشرقية، والذي كان أصلًا مشتركًا لمحظيات العبيد السابقة.

#### نظام الكفالة
يوجد في دولة الإمارات العربية المتحدة نظام رعاية تأشيرة العمل لإصدار تصاريح العمل للمواطنين الأجانب الذين يرغبون في الهجرة للعمل في دولة الإمارات العربية المتحدة. تتم رعاية معظم التأشيرات من قبل المؤسسات والشركات. يحصل الشخص الذي يرغب في دخول الدولة للعمل على تصريح عمل صالح لمدة شهرين من وزارة الموارد البشرية. يتولى الكفيل إجراء الفحوصات الطبية والحصول على بطاقات الهوية والوثائق والطوابع. ويمكن للموظف بعد ذلك رعاية أفراد أسرته وإحضارهم إلى دولة الإمارات العربية المتحدة. بموجب المادة 1 من القرار الوزاري رقم 766 لسنة 2015، يمكن للموظف الذي ينتهي عقده الحصول على تصريح جديد ويمكنه البقاء في دولة الإمارات العربية المتحدة بتأشيرة باحث عن عمل لمدة 6 أشهر. كما يتم إصدار تصريح عمل جديد في حالة فشل صاحب العمل في الالتزامات القانونية والتعاقدية مثل عدم دفع الأجور لمدة 60 يومًا. يجوز للعامل صالمطالبة بإنهاء عقده بعد 6 أشهر على الأقل من العمل. يحق للعامل الذي تم إنهاء عمله بشكل غير عادل الحصول على تصريح عمل جديد دون شرط الستة أشهر.
في "الإمارات العربية المتحدة"، كان نظام الكفالة جزءًا من القانون الاتحادي لعام 1980 بشأن تنظيم علاقات العمل، والذي ينظم العلاقة بين الدولة والكفيل والمكفول. لم يشترط القانون إبرام أي عقد مكتوب بين صاحب العمل وصاحب العمل العامل المهاجر. يحتاج العمال المهاجرون إلى إذن من أصحاب العمل لتغيير العمل ولا يمكن نقل الكفالة المقدمة إلى صاحب عمل آخر. ينظم قانون 1980 هذه القضايا مثل مكافأة نهاية الخدمة، ومكافأة العودة إلى الوطن، والإجازة السنوية، ومعايير الحد الأقصى لساعات العمل وظروف العمل، والدفع مقابل العمل الإضافي، ودفع تكاليف علاج إصابات العمل. ومع ذلك، يحظر القانون أيضًا العمل النقابات والإضرابات.
إدخلت إصلاحات قانون العمل في دولة الإمارات العربية المتحدة في عام 2016، والتي تضمنت خطاب عرض موحد أعدته وزارة العمل الإماراتية، وعقد عمل موحد يجب أن يحدد المدة وطبيعة العمل ومكان العمل والأجور والمكافآت. تحدد التغييرات أيضًا ساعات العمل بـ 8 ساعات يوميًا أو 48 ساعة أسبوعيًا. ومع ذلك، قد تكون ساعات العمل هذه أعلى بالنسبة لأولئك الذين يعملون في صناعة الخدمات. علاوة على ذلك، يُسمح للعمال المهاجرين بتغيير أصحاب العمل بعد ستة أشهر فقط إذا وافق صاحب العمل، أو إذا لم يتم توفير العمل أو إذا إصدر شكوى قانونية من نوع ما. يمكن للطرفين الاتفاق على إنهاء عقد العمل بعد ستة أشهر. وفقًا للإصلاحات، يجب إتاحة العقود باللغتين العربية والإنجليزية ولغة ثالثة إذا لزم الأمر. أصحاب العمل الذين يفشلون في توفير الترجمات يتعرضون لغرامات.
بموجب القانون الاتحادي رقم 6 لسنة 1973 بشأن دخول وإقامة الأجانب في دولة الإمارات العربية المتحدة، لا يجوز لصاحب العمل حرمان الموظف الحاصل على تأشيرة عمل من حقه في الحصول على إجازة سنوية، وأجر منتظم مدفوع الأجر، وإجازة أمومة مدتها 45 يومًا، والحق في الاستقالة، ومكافأة نهاية الخدمة، وفترة سماح مدتها 30 يومًا للعثور على وظيفة جديدة. كما يحظر القانون على صاحب العمل مصادرة جواز سفر الموظف، أو إجبار الموظف على دفع رسوم تأشيرة إقامته، أو إجبار الموظف على العمل أكثر من 8 ساعات يوميا أو 45 ساعة في الأسبوع دون تعويض. يجب على الموظف الذي يرغب في المغادرة إكمال فترة الإشعار القانوني، والتي عادة ما تكون 30 يومًا أو أقل، قبل ترك وظيفته وإلا سيتعرض لخطر الحظر من العمل في الإمارات العربية المتحدة لمدة تصل إلى عام واحد. تحصل الأرامل الأجنبيات أو المطلقات اللاتي كان وجودهن القانوني في البلاد برعاية حالة عمل أزواجهن على تأشيرة لمدة عام واحد للبقاء في البلاد دون الحاجة إلى تصريح عمل أو كفيل.

## وصلات خارجية
- جويل كويرك: مشروع مكافحة العبودية: من تجارة العبيد إلى الاتجار بالبشر
- جيرزي زدانوفسكي: يتحدثون بأصواتهم: قصص العبيد في الخليج الفارسي
- سي دبليو دبليو جرينيدج: العبودية
- ويليام كلارنس سميث: الإسلام وإلغاء العبودية